# Alexandr Romanovič Lurija
Alexandr Romanovič Lurija, rusky Александр Романович Лурия (16. července 1902, Kazaň – 14. srpna 1977, Moskva) byl sovětský psycholog a neuropsycholog židovské národnosti.
Byl profesorem Moskevské univerzity. Jeho nejznámější příspěvky se týkají paměti, jazyka a mentální retardace. Zpočátku byl propagátorem psychoanalýzy v SSSR, roku 1924 však potkal Lva Vygotského, který ho silně ovlivnil, Lurija se stal jeho žákem a posléze klíčovým představitelem jeho nového psychologického směru, tzv. kulturně-historické psychologie (spolu s Alexejem Nikolajevičem Leonťjevem). Známé jsou jeho výzkumy původního obyvatelstva ve Střední Asii z 30. let, které posílily jeho přesvědčení o determinaci mysli kulturním kontextem. Posléze se věnoval například studiu psychologie jednovaječných dvojčat, u nichž hledal odpověď, které aspekty mysli jsou vrozené, a které naučené. Během druhé světové války, kdy byl zaúkolován pomáhat vojákům Rudé armády se zraněním hlavy a poškozením mozku, vstoupil též na pole neuropsychologie. Byl 69. nejcitovanějším psychologem ve 20. století.
Při studiu negramotných kmenů žijících v letech 1931 až 1932 v odlehlých oblastech Uzbekistánu doložil, že používání logiky a užívání sylogismů je nutné se naučit.

## České překlady
- LURIJA, Alexandr Romanovič. Malá knížka o velké paměti. Překlad Parolková, Olga. Praha: Portál, 2024. 184 s. ISBN 978-80-262-2201-9.